# Roger Blaizot
Pour les articles homonymes, voir Blaizot.
Roger Blaizot, né le 17 mai 1891 à Saint-Denis (Seine) et mort le 21 mars 1981 à Écully (Rhône) est un général français (général de corps d'armée).
Il assura de nombreux commandement des forces françaises en Extrême-Orient pendant la Seconde Guerre mondiale et la guerre d'Indochine.

## Biographie
Blaizot fit l'essentiel de sa carrière dans des unités coloniales de l'armée française. 
Il effectue un séjour en Chine en 1919-1920.
En 1936-1937, il est chef d'état-major pour l'Indochine. En 1939 il commande le 4e régiment de tirailleurs sénégalais. Puis, il est nommé chef d'état-major à l'Inspection générale des formations coloniales en France.
En mai et juin 1940 il commande l'infanterie à la 2e division d'infanterie coloniale.
Il est promu général de brigade en 1941. En 1942, il est nommé commandant des forces terrestres à Dakar et promu général de division.
En 1943, il est nommé à la tête de la 1e division motorisée coloniale, puis à la 9e division coloniale. Il est promu général de corps d'armée. 
Il servit en Extrême-Orient pendant les deux dernières années de la guerre ayant été envoyé comme chef de la Mission militaire française auprès du South-East Asia Command, puis pour commander les Forces Françaises en Extrême Orient par Charles de Gaulle. Il est ensuite nommé en 1944 commandant du Corps expéditionnaire français en Extrême-Orient. Il rejoint alors Kandy à Ceylan, mais faute d'effectifs alloués à cette unité, son commandement est sans contenu. Ce n'est qu'en juin 1945 que deux divisions sont affectées au CEFEO, qui est alors placé sous le commandement du général Leclerc.

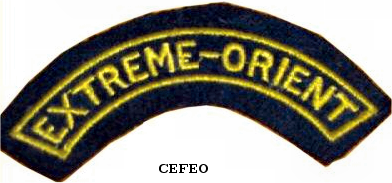
Insigne d'épaule du CEFEO

À la fin du conflit, Blaizot conduisit une force d'environ cinquante hommes en Indochine dans le cadre d'une coopération entre la Force 136 du Special Operations Executive britannique et le Gouvernement provisoire de la République française pour s'assurer du maintien de l'Asie du Sud-Est dans le giron de la France. Cette action avait été approuvée par Lord Mountbatten en 1943.
Pendant la guerre d'Indochine, Blaizot fut commandant du Corps expéditionnaire français en Extrême-Orient de 1948 à 1949, succédant à Jean-Étienne Valluy avant de transmettre son commandement à Marcel Carpentier.